# Relaciones España-Santa Lucía
Las relaciones España-Santa Lucía son los vínculos bilaterales entre estos dos países. Santa Lucía no tiene Embajada residente en España, pero la embajada de Santa Lucía en el Reino Unido estaba acreditada para España. España tampoco tiene embajada residente en Granada, pero la embajada española en Puerto España, Trinidad y Tobago está acreditada para este país, además España cuenta con un consulado en Castries, Santa Lucía.

## Relaciones históricas
Cristóbal Colón llegó en su cuarto viaje al Caribe en 1502, concretamente el día 13 de diciembre, día de Santa Lucía, de donde recibe su nombre este país insular.

## Relaciones diplomáticas
España mantiene relaciones diplomáticas con Santa Lucía desde el 2 de mayo de 1986. La Embajada residente en Puerto España (Trinidad y Tobago) está acreditada ante las Autoridades de Santa Lucía.
Desde el verano de 2015 hay un diplomático español residente en Santa Lucía, como encargado de negocios de la Embajada de España en Castries (dependiente de Puerto España).

## Tratados
En marzo de 2014 se propuso a las autoridades de Santa Lucía la firma de un Acuerdo de supresión de visados Schengen para pasaportes diplomáticos, cuya firma aún no se ha materializado. Aunque cabe señalar que, cuando entre vigor la exención de visados Schengen para ciudadanos de Santa Lucía en fechas cercanas, este acuerdo dejaría de aplicarse.
El 26 de septiembre de 2014 se firmó un Memorando de Entendimiento para la colaboración política entre el Ministerio de Asuntos Exteriores y de Cooperación de España y el Ministerio de Asuntos Exteriores, Comercio Internacional y Aviación Civil de Santa Lucía.
En diciembre de 2014 se firmó igualmente un Memorando de Entendimiento entre la Organización de Estados del Caribe Oriental y la Agencia Española de Cooperación Internacional para el envío de un lector con el objetivo de apoyar los estudios del español –el lenguaje, la cultura y la literatura- en la Organización.